# Freyming-Merlebach
Freyming-Merlebach là một xã trong vùng Grand Est, thuộc tỉnh Moselle, quận Forbach, tổng Freyming-Merlebach. Tọa độ địa lý của xã là 49° 08' vĩ độ bắc, 06° 47' kinh độ đông. Freyming-Merlebach nằm trên độ cao trung bình là 247 mét trên mực nước biển, có điểm thấp nhất là 200 mét và điểm cao nhất là 346 mét. Xã có diện tích 9,06 km², dân số vào thời điểm 1999 là 14.461 người; mật độ dân số là 1596 người/km².

## Thông tin nhân khẩu
| 1962   | 1968   | 1975   | 1982   | 1990   | 1999   |
| ------ | ------ | ------ | ------ | ------ | ------ |
| 18 768 | 17 604 | 15 605 | 16 214 | 15 224 | 14 461 |